# Oh, What a Life
Oh, What a Life é o primeiro álbum de estúdio da banda de indie rock americana American Authors. O álbum foi lançado pela gravadora Mercury Records (uma das divisões do grupo The Island Def Jam) em 3 de março de 2014. O álbum é uma sequência para o EP lançado pela banda em 2013, American Authors.

## Antecedentes
Os membros do American Authors se conheceram enquanto estudavam no Berklee College of Music, em 2007. O quarteto passou os seus primeiros cinco anos em Boston gravando e se apresentando pelo nome "The Blue Pages". Eles gravaram o álbum "Anthropology and Rich With Love". No ano de 2010, a banda se realocou para o Brooklyn.
Em 2012, o nome "The Blue Pages" foi alterado para "American Authors". Seu single de estreia, "Believe", atraiu atenção através de rádio de rock alternativo. Em 2013 lançaram o single "Best Day of My Life", que se tornou um hit nos Estados Unidos. E, no mesmo ano, assinaram contrato com a gravadora Mercury Records.

## Faixas
Todas as canções foram escritas por Zac Barnett, James Shelley, Dave Rublin, Matthew Sanchez, Shep Goodman e Aaron Accetta (exceto quando indicado), e sendo produzidas pelos dois últimos.
| Versão standard |                       |         |  |
| N.º             | Título                | Duração |  |
| 1.              | "Believe"             | 3:03    |  |
| 2.              | "Think About It"      | 3:04    |  |
| 3.              | "Best Day of My Life" | 3:14    |  |
| 4.              | "Luck"                | 3:40    |  |
| 5.              | "Trouble"             | 3:15    |  |
| 6.              | "Hit It"              | 3:27    |  |
| 7.              | "Home"                | 4:09    |  |
| 8.              | "Love"                | 3:18    |  |
| 9.              | "Heart of Stone"      | 3:07    |  |
| 10.             | "Ghost"               | 2:55    |  |
| 11.             | "Oh, What a Life"     | 3:41    |  |
| Duração total:  | Duração total:        | 37:03   |  |

| Versão deluxe da iTunes Store |                                  |         |  |
| N.º                           | Título                           | Duração |  |
| 12.                           | "Best Day of My Life" (Acústico) | 3:15    |  |
| Duração total:                | Duração total:                   | 40:18   |  |

## Pessoal
American Authors
- Zac Barnett - vocal, guitarra
- James Adam Shelley - guitarra, banjo, backing vocals
- Dave Rublin - baixo, backing vocals
- Matt Sanchez - bateria, backing vocals

## Histórico de lançamento
| País           | Data          | Formato              | Gravadora       |
| -------------- | ------------- | -------------------- | --------------- |
| Estados Unidos | Março 3, 2014 | Digital download, CD | Mercury Records |